# Matt Cameron
Matthew David Cameron (San Diego, 28 de novembro de 1962), mais conhecido como Matt Cameron, é um músico norte-americano, conhecido por ser o baterista do Soundgarden (1986-97 e 2010-18) e do Pearl Jam (1998-2025).
Em 1998 após a dissolução do Soundgarden, entrou para o Pearl Jam substituindo Jack Irons, estreando no álbum Live on Two Legs. Paralelamente ele também possui diversos projetos em outras bandas como, Wellwater Conspiracy e Hater.
Fez parte da banda Temple of the Dog, juntamente com Chris Cornell, Stone Gossard, Jeff Ament, Mike McCready e Eddie Vedder. A banda lançou um álbum auto-intitulado em 1991.
Em 7 de julho de 2025 anuncia, através das redes sociais, que não será mais o baterista do Pearl Jam.

## Discografia

### Álbuns de estúdio
Soundgarden
- Ultramega OK (1988)
- Louder Than Love (1989)
- Badmotorfinger (1991)
- Superunknown (1994)
- Down on the Upside (1996)
- King Animal (2012)

Pearl Jam
- Binaural (2000)
- Riot Act (2002)
- Pearl Jam (2006)
- Backspacer (2009)
- Lightning Bolt (2013)
- Gigaton (2020)

Skin Yard
| Ano  | Título           | Gravadora | Gravação                                   |
| ---- | ---------------- | --------- | ------------------------------------------ |
| 1986 | Deep Six         | C/Z       | "Throb" e "The Birds"                      |
| 1986 | Skin Yard        | Cruz      | Todas, exceto "Bleed" e "Out of the Attic" |
| 2001 | Start at the Top | Cruz      | "Twelve Points" e "Make Room"              |

Tone Dogs
| Ano  | Título         | Gravadora |
| ---- | -------------- | --------- |
| 1990 | Ankety Low Day | C/Z       |

Temple of the Dog
| Ano  | Título            | Gravadora |
| ---- | ----------------- | --------- |
| 1991 | Temple of the Dog | A&M       |

Hater
| Ano  | Título                        | Gravadora | Gravação    |
| ---- | ----------------------------- | --------- | ----------- |
| 1993 | Hater                         | A&M       | Todas       |
| 1995 | Hempilation: Freedom Is NORML | Volcano   | "Convicted" |
| 2005 | The 2nd                       | Barsuk    | Todas       |

Wellwater Conspiracy
| Ano  | Título                                          | Gravadora  | Gravação                |
| ---- | ----------------------------------------------- | ---------- | ----------------------- |
| 1995 | Succour: The Terrascope Benefit Album           | Flydaddy   | "Far Side of Your Moon" |
| 1997 | Declaration of Conformity                       | Third Gear | Todas                   |
| 1999 | Brotherhood of Electric: Operational Directives | Time Bomb  | Todas                   |
| 2001 | The Scroll and Its Combinations                 | TVT        | Todas                   |
| 2003 | Wellwater Conspiracy                            | Megaforce  | Todas                   |

Harrybu McCage
| Ano  | Título         | Gravadora    |
| ---- | -------------- | ------------ |
| 2008 | Harrybu McCage | Monkeywrench |

Solo
| Ano  | Título      | Gravadora      | Gravação |
| ---- | ----------- | -------------- | -------- |
| 2017 | Cavedweller | Migraine Music | Todas    |

Nando Reis
| Ano  | Título                                    | Gravadora |
| ---- | ----------------------------------------- | --------- |
| 2024 | Uma Estrela Misteriosa Revelará o Segredo | Relicário |

## Ligação externa
- Biografia no site oficial do Pearl Jam
- Matt Cameron (em inglês) no AllMusic
- Matt Cameron. no IMDb.